# Devdaraki
Devdaraki (georgiska: დევდარაკი) är en glaciär i Georgien. Den ligger i den nordöstra delen av landet, i regionen Mtscheta-Mtianeti. Närmaste större samhälle är Stepantsminda, 11 km åt sydost.

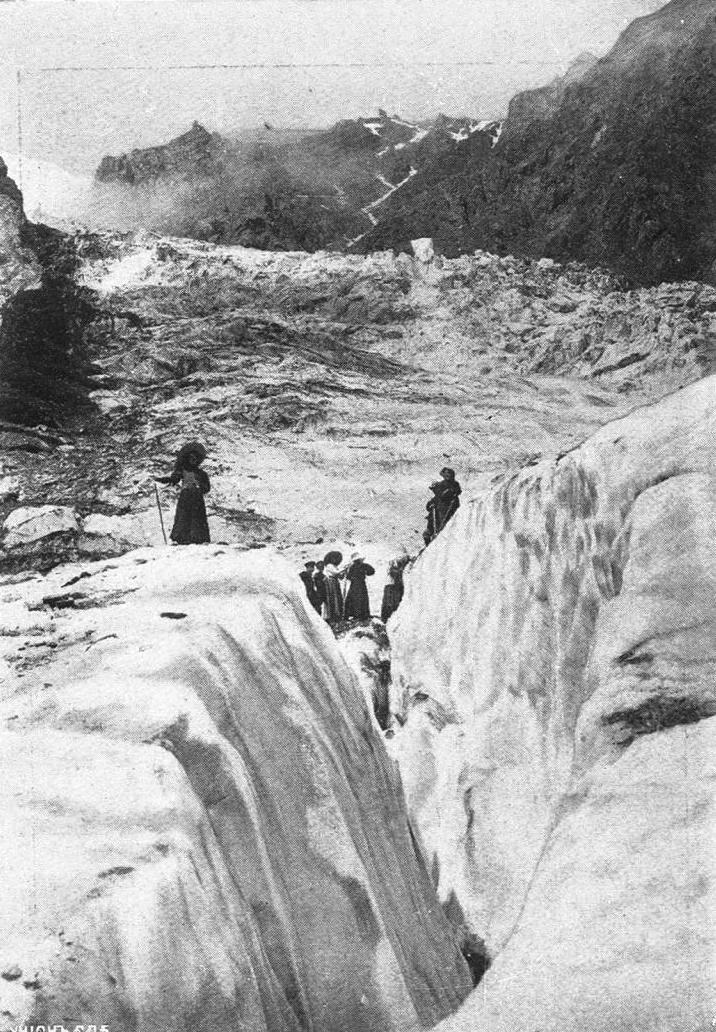
Devdaraki, ur en guidebok från 1913.